# Изабела Бургундска
Изабела Бургундска или Агнес (на немски: Isabella von Burgund, също Agnes или Elisabeth; * ок. 1270; † август 1323, Шамбли) от Старата Бургундска династия, странична линия на Капетингите, е като втората съпруга на римско-немския крал Рудолф I немска кралица от 1284 до 1291 г.

## Живот
Дъщеря е на херцог Хуго IV от Бургундия (1213 – 1272) и неговата втора съпруга Беатриса от Шампан, принцеса от Навара (1242 – 1295).
Изабела е сгодена в годината на смъртта на баща ѝ 1272 г. като малко дете с Карл от Фландрия (1266 – 1277), син на Роберт III от Фландрия, граф на Неверс, и първата му съпруга Бианка от Анжу; Карл умира на 11 години.
На 6 февруари 1284 г. 14-годишната Изабела е омъжена за по-стария с 50 години немски крал Рудолф I (1218 – 1291). Той ѝ преписва 20 000 сребърни марки и други 3000 марки. Той издига нейния брат, херцог Роберт II от Бургундия (* 1248; † 1306), за регент на Дофине, за да стабилизира влиянието си в Арелат.
Тя придружава съпруга си в неговите пътувания и при последното му пътуване до Шпайер през 1291 г. Понеже неговият наследник не ѝ дава парите, тя живее скромно в Базел и след продажбата на нейните собствености се връща обратно в Бургундия, където се омъжва за втори път през 1306 г. за Пиер IX от Шамбли (Млади), сеньор на Нофл († ок. 1319), на когото ражда двама сина.